# مسجد آدینه خان
مسجد آدینه خان مربوط به دوره قاجار است و در شیراز، خیابان کریم خان زند، بازارچه فیل واقع شده و این اثر در تاریخ ۸ مرداد ۱۳۸۱ با شمارهٔ ثبت ۶۰۴۱ به‌عنوان یکی از آثار ملی ایران به ثبت رسیده است.